# Perugia Calcio 2010-2011
Questa voce raccoglie le informazioni riguardanti l'Associazione Sportiva Dilettantistica Perugia Calcio nelle competizioni ufficiali della stagione 2010-2011.

## Stagione
A seguito del fallimento del Perugia Calcio di Leonardo Covarelli avvenuto al termine della stagione 2009-2010 e della conseguente mancata iscrizione del club al campionato di Lega Pro Prima Divisione, nell'estate del 2010 il calcio perugino è costretto a ricominciare dai dilettanti. Il 12 luglio, l'imprenditore petrolifero Roberto Damaschi e i soci Pompeo Farchioni, Adriano Moschini e Giuseppe Rossi danno vita alla nuova Associazione Sportiva Dilettantistica Perugia Calcio, che con alla presidenza lo stesso Damaschi viene ammessa in soprannumero alla Serie D. La panchina è affidata a Pierfrancesco Battistini, allenatore proveniente dal Sansepolcro, club da cui arriva anche il direttore sportivo Alvaro Arcipreti; l'ex grifone Walter Novellino è invece, nei primi mesi, consulente tecnico di Damaschi per la creazione della nuova società. La rosa dei giocatori vede il ritorno di Roberto Goretti, prodotto del settore giovanile biancorosso negli anni 1990, che sceglie di chiudere la carriera nella sua città natale.
La stagione si rivela tra le più ricche di successi nella storia del Perugia. In campionato, battendo in rimonta per 3-2 (doppietta di Bartolini, e rete di Corallo) il Castel Rigone, il 10 aprile 2011 la squadra vince agevolmente il girone E della Serie D con tre giornate d'anticipo, distanziando di dodici punti proprio i lacustri secondi classificati e ritornando così tra i professionisti dopo una sola stagione; a fine anno i biancorossi si qualificano inoltre per la poule dello scudetto di categoria, dove si arrendono solo al Cuneo nella finale di Treviso. Miglior sorte ha invece il cammino nella Coppa Italia di Serie D in cui il club perugino esce trionfatore, superando la Turris per 1-0 (gol di Corallo) nell'atto conclusivo del 14 aprile a Lanciano.

## Divise e sponsor
La squadra inizia la stagione 2010-2011 con divise Puma, fornite dal distributore umbro Tecnosport. Lo sponsor di maglia è Liomatic, azienda perugina di distribuzione automatica.
Sul finire del 2010 debuttano delle nuove maglie realizzate da Tecnosport, che ricalcano in toto quelle del Perugia dei miracoli di fine anni 1970. Queste divise presentano un completo casalingo con maglia rossa, colletto bianco e scollo a V impreziosito da alcune righe rosse. Le maniche sono anch'esse bordate di bianco, e presentano lo stesso dettaglio delle righe rosse. I calzoncini sono bianchi, mentre i calzettoni sono rossi. Stesso disegno è utilizzato per il completo da trasferta, ma a colori invertiti, con maglia bianca, pantaloncini rossi e calzettoni bianchi. Sulle casacche non è presente alcuno stemma societario, ma sul lato sinistro del petto è invece cucito un semplice Grifo, simbolo della squadra e della città perugina (in bianco sulla prima casacca, e in rosso sulla seconda).
| Casa | Trasferta |  |

## Organigramma societario
Area direttiva
- Presidente: Roberto Damaschi
- Direttore sportivo: Alvaro Arcipreti
- Consulente tecnico della presidenza: Walter Novellino

Area organizzativa
- Segretario generale: Ilvano Ercoli
- Team manager: Loris Gervasi

Area tecnica
- Allenatore: Pierfrancesco Battistini
- Allenatore in seconda: Mirco Barbetta
- Preparatore atletico: Luca Boncompagni
- Preparatore dei portieri: Marco Bonaiuti

Area sanitaria
- Massaggiatore: Leonello Tosti
- Massofisioterapista: Renzo Luchini

Settore giovanile
- Dirigente responsabile: Luciano Angelucci
- Allenatore Juniores: Guido Vicarelli

## Rosa
| N. |                   | Ruolo | Calciatore         |
| -- | ----------------- | ----- | ------------------ |
|    | Italia (bandiera) | P     | Stephan Celesia    |
|    | Italia (bandiera) | P     | Lorenzo Riommi     |
|    | Italia (bandiera) | P     | Francesco Ripa     |
|    | Italia (bandiera) | D     | Marco Bolletta     |
|    | Italia (bandiera) | D     | Luca Cacioli       |
|    | Italia (bandiera) | D     | Antonio D'Ambrosio |
|    | Italia (bandiera) | D     | Manuel Fiorucci    |
|    | Italia (bandiera) | D     | Roberto Goretti    |
|    | Italia (bandiera) | D     | Niccolò Pupeschi   |
|    | Italia (bandiera) | D     | Francesco Radi     |
|    | Italia (bandiera) | D     | Marco Taccucci     |
|    | Italia (bandiera) | D     | Andrea Zanchi      |
|    | Italia (bandiera) | D     | Fabio Tinazzi      |
|    | Italia (bandiera) | C     | Alessio Benedetti  |
|    | Italia (bandiera) | C     | Alessandro Borgese |
|    | Italia (bandiera) | C     | Luca Fiordiani     |

| N. |                   | Ruolo | Calciatore            |
| -- | ----------------- | ----- | --------------------- |
|    | Italia (bandiera) | C     | Matteo Luchini        |
|    | Italia (bandiera) | C     | Matteo Mariani        |
|    | Italia (bandiera) | C     | Francesco Mocarelli   |
|    | Italia (bandiera) | C     | Francesco Rampi       |
|    | Italia (bandiera) | C     | Matteo Serrotti       |
|    | Italia (bandiera) | C     | Carlo Raffaele Trezzi |
|    | Italia (bandiera) | A     | Enrico Bartolini      |
|    | Italia (bandiera) | A     | Riccardo Cannistrà    |
|    | Italia (bandiera) | A     | Alessandro Corallo    |
|    | Italia (bandiera) | A     | Emiliano Frediani     |
|    | Italia (bandiera) | A     | Gennaro Gargiuolo     |
|    | Italia (bandiera) | A     | Nicolò Luchini        |
|    | Italia (bandiera) | A     | Marco Marri           |
|    | Italia (bandiera) | A     | Emanuele Pandolfi     |
|    | Canada (bandiera) | A     | Rocco Placentino      |
|    | Italia (bandiera) | A     | Tiberio Rocchi        |

## Risultati

### Serie D

#### Poule scudetto
| 22 maggio 2011 Turno preliminare - Giornata 1 | Santarcangelo | 0 – 0 | Perugia |  |

| 4 giugno 2011 Turno preliminare - Giornata 3 | Perugia | 2 – 1 | Borgo a Buggiano |  |

| Arbitro: | Andrea Tardino (Milano) |

|                                           |                      |                                              |
| Gelotto 28’                               | Marcatori            | 79’ Frediani                                 |
| Gelotto Esposito Pastore Montaperto Manzo | Tiri di rigore 4 – 5 | Bartolini Cacioli Benedetti Frediani Corallo |

| Arbitri: | Sacchi (Macerata) Ceravolo (Catanzaro) Tamburini (Faenza) |

|              |           |  |
| Di Paola 67’ | Marcatori |  |